# Millicent Ndoro
Millicent Ndoro (* 19. September 1986 in Kisii) ist eine kenianische Leichtathletin, die sich auf den Sprint spezialisiert hat.

## Sportliche Laufbahn
Erste internationale Erfahrungen sammelte Millicent Ndoro bei den Afrikameisterschaften 2010 in Nairobi, bei denen sie im 200-Meter-Lauf bis in das Halbfinale gelangte, dort aber nicht mehr an den Start ging. Auch über 100 Meter gelangte sie bis in das Halbfinale, in dem sie mit 12,38 s ausschied. Zudem belegte sie mit der kenianischen 4-mal-100-Meter-Staffel in 46,53 s den fünften Platz. Zwei Jahre später gelangte sie bei den Afrikameisterschaften in Porto-Novo über 100 und 200 Meter bis in das Halbfinale, in dem sie mit 12,26 s ausschied und über 200 Meter nicht mehr an den Start ging. 2014 nahm sie erstmals an den Commonwealth Games in Glasgow teil, schied dort mit 12,18 s und 24,84 s über 100 und 200 Meter je im Vorlauf aus und konnte sich auch mit der Staffel in 46,00 s nicht für das Finale qualifizieren. Anschließend gelangte sie bei den Afrikameisterschaften in Marrakesch über 100 und 200 Meter bis in das Halbfinale, in dem sie mit 12,09 s bzw. 24,43 s ausschied. Zudem erreichte sie mit der Staffel in 46,06 s den vierten Platz. Auch bei den Afrikaspielen in Brazzaville im Jahr darauf erreichte sie in beiden Einzelbewerben das Halbfinale, in dem sie mit 11,98 s bzw. 24,09 s ausschied. Auch dort wurde sie mit der Staffel in 44,75 s Vierte. 
2016 gelangte sie bei den Afrikameisterschaften in Durban über 200 Meter bis in das Halbfinale, in dem sie nicht mehr an den Start ging und erreichte mit der Staffel in 46,00 s den vierten Platz. 2018 nahm sie erneut an den Commonwealth Games im australischen Gold Coast teil und schied dort mit 24,42 s im Halbfinale aus. Auch bei den Afrikameisterschaften in Asaba gelangte sie bis in das Halbfinale, in dem sie mit 24,24 s ausschied. Zudem gewann sie mit der Staffel in 45,58 s hinter Nigeria und der Elfenbeinküste die Bronzemedaille. Bei den IAAF World Relays 2019 in Yokohama ging sie mit der 4-mal-200-Meter-Staffel an den Start, konnte den Lauf aber nicht beenden. Im August nahm sie erneut an den Afrikaspielen in Rabat teil und belegte dort mit einer Weite von 5,82 m den elften Platz im Weitsprung und schied über 200 Meter mit 23,94 s im Halbfinale aus. Zudem gewann sie mit der kenianischen Stafette in 45,44 s die Bronzemedaille hinter Nigeria und Südafrika. 2022 schied sie bei den Afrikameisterschaften in Port Louis mit 24,01 s im Halbfinale über 200 Meter aus und belegte im Staffelbewerb in 45,17 s den vierten Platz. Anschließend kam sie bei den Commonwealth Games in Birmingham mit 11,76 s nicht über den Vorlauf über 100 Meter hinaus und schied über 200 Meter mit 23,87 s im Semifinale aus. Zudem belegte sie mit der 4-mal-400-Meter-Staffel in 3:32,28 min den fünften Platz. Im Jahr darauf startete sie mit der Mixed-Staffel bei den Weltmeisterschaften in Budapest und verpasste dort mit 3:15,47 min den Finaleinzug.
Von 2012 bis 2014 wurde Ndoro kenianische Meisterin im 100-Meter-Lauf sowie 2012, 2013 und 2019 auch über 200 Meter.

## Persönliche Bestzeiten
- 100 Meter: 11,55 s (+0,3 m/s), 25. Juni 2022 in Nairobi
- 200 Meter: 23,48 s (−0,2 m/s), 21. August 2019 in Nairobi
- 400 Meter: 52,92 s, 7. Juli 2023 in Nairobi
- Weitsprung: 6,15 m, 22. Juni 2019 in Nairobi